# Bacuri, Maranhão
Bacuri este un oraș în unitatea federativă Maranhão (MA), Brazilia.